# Vauxhall
Vauxhall è un quartiere della zona sud di Londra, nel London Borough of Lambeth. Si trova sulla riva meridionale del Tamigi, di fronte alla Tate Britain e al Palazzo di Westminster.

## Nome
Il nome del quartiere conserva il ricordo dei cosiddetti Vauxhall Gardens, una sorta di parco di attrazioni realizzato nei giardini di Kennington nel 1661 ai tempi di Carlo II e poi ristrutturato nel 1732. In esso i visitatori potevano ammirare una serie di false rovine, archi di trionfo o padiglioni cinesi, ascoltando musica e assistendo a spettacoli pirotecnici. Realizzati su terreni di un certo Falkes de Breaute, divennero noti come Falkes' Hall e il nome andò progressivamente modificandosi in Fox Hall e infine Vaux Hall.
Il quartiere ha dato il nome alla casa automobilistica Vauxhall Motors.

## Incidente aereo del 2013
Il 16 gennaio 2013, Vauxhall è stata la scena di un incidente aereo quando un elicottero del Metropolitan Police Service ha cozzato con una gru alla cima di un grattacielo in costruzione, gettando detriti infiammati su Wandsworth Road. Questo incidente causò la morte di due persone, il pilota dell'elicottero e un pedone.